# Henri Justamant
Henri Justamant (Bordeus, 29 de març de 1815 - Saint-Maur-des-Fossés, 2 de gener de 1890) va ser un ballarí, coreògraf i mestre de ballet francés.
Va començar la seua carrera artística com a ballarí a Marsella, Bordeus i Nantes, abans d'emprendre una carrera més reeixida com a coreògraf al Gran Teatre de Lió entre el 1849 i el 1861. Durant la dècada de 1860 va ser actiu predominantment a París, on va crear noves coreografies per al Théâtre de la Porte Saint-Martin, el Folies Bergère, l'Opéra National i el Théâtre de la Gaîté-Montparnasse. Com a premier maître de l'Òpera de París la temporada 1868/1869, va crear la seua obra més cèlebre: la coreografia del divertissement per a una nova posada en escena del Faust de Charles Gounod. També actiu en l'escena internacional, va treballar com a coreògraf i mestre de ballet al Théâtre de la Monnaie de Brussel·les i al Teatre Alhambra de Londres, on es va ocupar de les noves coreografies per a l'estrena anglesa de l'Orphée aux enfers de Jacques Offenbach. En tornar a París, va continuar treballant al Folies Bergère fins a la seua mort el 1890.
Tot i que va ser considerat entre els més grans coreògrafs francesos de la segona meitat del segle xix, les obres de Justamant prompte van passar de moda i van desaparéixer del repertori en pocs anys a principis del segle xx.